# Talentatul domn Ripley (film)
Talentatul domn Ripley (în engleză The Talented Mr. Ripley) este un thriller psihologic american din 1999 regizat de Anthony Minghella după propriul scenariu și inspirat din romanul cu același nume al Patriciei Highsmith⁠(d) din 1955. Distribuția este formată din Matt Damon în rolul lui Tom Ripley⁠(d), plus Jude Law, Gwyneth Paltrow, Cate Blanchett și Philip Seymour Hoffman în roluri secundare.
Romanul a fost ecranizat anterior de două ori. În 1957 a fost produsă o versiune de o oră pentru serialul antologie TV Studio One, regizat de Franklin J. Schaffner, deși nu a mai fost păstrată nicio înregistrare. În 1960 a fost lansată o versiune de lungmetraj, intitulată În plin soare (în franceză Plein soleil) și regizată de René Clément, cu Alain Delon în primul său rol major. Filmul Les biches⁠(d) („The Does”, 1968) al lui Claude Chabrol folosește multe elemente din romanul lui Highsmith, dar schimbă genul personajelor principale. Talentatul domn Ripley a avut succes critic și comercial și a obținut cinci nominalizări la premiile Oscar, inclusiv pentru cel mai bun scenariu adaptat și cel mai bun actor în rol secundar pentru Law.

## Distribuție
- Matt Damon — Tom Ripley⁠(d)
- Gwyneth Paltrow — Marge Sherwood
- Jude Law — Dickie Greenleaf
- Cate Blanchett — Meredith Logue
- Philip Seymour Hoffman — Freddie Miles
- Jack Davenport⁠(d) — Peter Smith-Kingsley
- James Rebhorn⁠(d) — Herbert Greenleaf
- Sergio Rubini⁠(d) — inspectorul Roverini
- Philip Baker Hall — Alvin MacCarron
- Celia Weston⁠(d) — mătușa Joan
- Rosario Fiorello — Fausto
- Stefania Rocca⁠(d) — Silvana
- Ivano Marescotti⁠(d) — Colonnello Verrecchia
- Silvana Bosi⁠(d) — Ermelinda

## Producție
În afară de scenele de început filmate la New York, filmul a fost filmat în întregime în diferite locuri din Italia. Orașul stațiune Positano și diverse sate de pe insulele Ischia și Procida, de lângă Napoli, au fost folosite pentru a reprezenta orașul fictiv „Mongibello”. Ploaia frecventă și imprevizibilă a împiedicat producția, Minghella afirmând că „a trebuit să prezentăm această minunată lume mediteraneană, această lume frumoasă din sudul Italiei, dar nu am reușit niciodată să facem ca Italia să devină frumoasă... Împărțeam scenele, adesea în cuvinte, și ieșeam și filmam două sau trei schimburi de cuvinte și apoi începea să plouă și trebuia să ne întoarcem din nou.” Scenele care au loc la San Remo au fost filmate, de fapt, la Anzio, o stațiune de lângă Roma. Printre locurile celebre care apar în film se numără Piazza Navona, Treptele Spaniole și Piazza di Spagna din Roma și Caffè Florian din Piazza San Marco, Veneția.
Pentru a se pregăti pentru rolul lui Ripley, Damon a slăbit 30 de livre (13,60 kg) și a învățat să cânte la pian. Jude Law s-a îngrășat și a învățat să cânte la saxofon pentru a-și putea interpreta personajul; el și-a rupt și o coastă atunci când a căzut pe spate în timp ce filma scena crimei din barcă.

## Recepție

### Premii
| An   | Premii                                        | Categorie                                      | Nominalizat(ă)                                     | Rezultat     | Ref.   |
| ---- | --------------------------------------------- | ---------------------------------------------- | -------------------------------------------------- | ------------ | ------ |
| 1999 | Premiile Oscar                                | Cel mai bun actor în rol secundar              | Jude Law                                           | Nominalizare | [ 18 ] |
| 1999 | Premiile Oscar                                | Cel mai bun scenariu adaptat                   | Anthony Minghella                                  | Nominalizare | [ 18 ] |
| 1999 | Premiile Oscar                                | Cele mai bune decoruri                         | Roy Walker (scenograf) Bruno Cesari⁠(d) (decorator) | Nominalizare | [ 18 ] |
| 1999 | Premiile Oscar                                | Cele mai bune costume                          | Ann Roth⁠(d) Gary Jones                             | Nominalizare | [ 18 ] |
| 1999 | Premiile Oscar                                | Cea mai bună coloană sonoră                    | Gabriel Yared⁠(d)                                   | Nominalizare | [ 18 ] |
| 2000 | Premiile BAFTA                                | Cel mai bun actor într-un rol secundar         | Jude Law                                           | Câștigat     | [ 19 ] |
| 2000 | Premiile BAFTA                                | Cea mai bună actriță într-un rol secundar      | Cate Blanchett                                     | Nominalizare | [ 19 ] |
| 2000 | Premiile BAFTA                                | Cel mai bun scenariu adaptat                   | Anthony Minghella                                  | Nominalizare | [ 19 ] |
| 2000 | Premiile BAFTA                                | Cea mai bună imagine                           | John Seale⁠(d)                                      | Nominalizare | [ 19 ] |
| 2000 | Premiile BAFTA                                | Cel mai bun regizor                            | Anthony Minghella                                  | Nominalizare | [ 19 ] |
| 2000 | Premiile BAFTA                                | Cel mai bun film                               | William Horberg⁠(d) Tom Sternberg                   | Nominalizare | [ 19 ] |
| 2000 | Premiile BAFTA                                | Cea mai bună muzică de film                    | Gabriel Yared                                      | Nominalizare | [ 19 ] |
| 2000 | Festivalul Internațional de Film de la Berlin | Ursul de Aur                                   | Anthony Minghella                                  | Nominalizare |        |
| 2000 | Premiile Broadcast Film Critics Association   | Cel mai bun compozitor                         | Gabriel Yared                                      | Câștigat     |        |
| 2000 | Premiile Broadcast Film Critics Association   | Cel mai bun film                               | Talentatul domn Ripley                             | Nominalizare |        |
| 2000 | Premiile Chicago Film Critics Association     | Cea mai bună imagine                           | John Seale                                         | Nominalizare |        |
| 2001 | Premiile Empire                               | Cel mai bun actor britanic                     | Jude Law                                           | Nominalizare |        |
| 2000 | Premiile Globul de Aur                        | Cel mai bun actor (dramă)                      | Matt Damon                                         | Nominalizare | [ 20 ] |
| 2000 | Premiile Globul de Aur                        | Cel mai bun regizor                            | Anthony Minghella                                  | Nominalizare | [ 20 ] |
| 2000 | Premiile Globul de Aur                        | Cel mai bun film – dramă                       | Talentatul domn Ripley                             | Nominalizare | [ 20 ] |
| 2000 | Premiile Globul de Aur                        | Cea mai bună coloană sonoră                    | Gabriel Yared                                      | Nominalizare | [ 20 ] |
| 2000 | Premiile Globul de Aur                        | Cel mai bun actor în rol secundar (film)       | Jude Law                                           | Nominalizare | [ 20 ] |
| 2000 | Premiile Las Vegas Film Critics Society       | Cel mai bun actor                              | Matt Damon                                         | Nominalizare |        |
| 2000 | Premiile Las Vegas Film Critics Society       | Cel mai bun regizor                            | Anthony Minghella                                  | Nominalizare |        |
| 2000 | Premiile Las Vegas Film Critics Society       | Cea mai bună imagine                           | John Seale                                         | Nominalizare |        |
| 2000 | Premiile Las Vegas Film Critics Society       | Cel mai bun film                               | Talentatul domn Ripley                             | Nominalizare |        |
| 2000 | Premiile Las Vegas Film Critics Society       | Cea mai bună muzică                            | Gabriel Yared                                      | Nominalizare |        |
| 2000 | Premiile Las Vegas Film Critics Society       | Cel mai bun scenariu                           | Anthony Minghella                                  | Nominalizare |        |
| 2000 | Premiile London Film Critics Circle           | Scenaristul britanic al anului                 | Anthony Minghella                                  | Nominalizare |        |
| 2000 | Premiile London Film Critics Circle           | Actorul britanic în rol secundar al anului     | Jude Law                                           | Nominalizare |        |
| 2000 | Premiile MTV Movie                            | Cea mai bună secvență muzicală                 | Matt Damon Rosario Fiorello Jude Law               | Nominalizare |        |
| 2000 | Premiile MTV Movie                            | Cel mai bun personaj negativ                   | Matt Damon                                         | Nominalizare |        |
| 2000 | Premiile National Board of Review             | Cel mai bun regizor                            | Anthony Minghella                                  | Câștigat     | [ 21 ] |
| 2000 | Premiile National Board of Review             | Cel mai bun actor într-un rol secundar         | Philip Seymour Hoffman                             | Câștigat     | [ 21 ] |
| 2000 | Premiile National Board of Review             | Top Ten Films                                  | Talentatul domn Ripley                             | Nominalizare | [ 21 ] |
| 2000 | Premiile Online Film Critics Society          | Cel mai bun scenariu adaptat                   | Anthony Minghella                                  | Nominalizare |        |
| 1999 | Premiile Golden Satellite                     | Cel mai bun scenariu adaptat                   | Anthony Minghella                                  | Nominalizare |        |
| 1999 | Premiile Golden Satellite                     | Cea mai bună imagine                           | John Seale                                         | Nominalizare |        |
| 1999 | Premiile Golden Satellite                     | Cel mai bun regizor                            | Anthony Minghella                                  | Nominalizare |        |
| 1999 | Premiile Golden Satellite                     | Cel mai bun montaj                             | Walter Murch⁠(d)                                    | Nominalizare |        |
| 1999 | Premiile Golden Satellite                     | Cel mai bun film                               | Talentatul domn Ripley                             | Nominalizare |        |
| 1999 | Premiile Golden Satellite                     | Cel mai bun actor într-un rol secundar (dramă) | Jude Law                                           | Nominalizare |        |
| 2000 | Premiile Teen Choice                          | Choice Movie: Actor                            | Matt Damon                                         | Nominalizare |        |
| 2000 | Premiile Teen Choice                          | Choice Movie: Breakout Star                    | Jude Law                                           | Nominalizare |        |
| 2000 | Premiile Teen Choice                          | Choice Movie: Drama⁠(d)                         | Talentatul domn Ripley                             | Nominalizare |        |
| 2000 | Premiile Teen Choice                          | Choice Movie: Liar                             | Matt Damon                                         | Nominalizare |        |
| 2000 | Premiile Writers Guild of America             | Cel mai bun scenariu adaptat                   | Anthony Minghella                                  | Nominalizare |        |